# Hyperaspis imitator
Hyperaspis imitator är en skalbaggsart som beskrevs av Gordon 1985. Hyperaspis imitator ingår i släktet Hyperaspis och familjen nyckelpigor. Inga underarter finns listade i Catalogue of Life.